# Syed Nayeemuddin
Syed Nayeemuddin (ur. 1944 w Hajdarabadzie) – indyjski piłkarz, grający na pozycji obrońcy, trener piłkarski.

## Kariera piłkarska

### Kariera klubowa
Występował w klubach Hyderabad City Police FC, East Bengal FC, Mohun Bagan AC i Mohammedan Kolkata.

### Kariera reprezentacyjna
W latach 1964–1971 bronił barw narodowej reprezentacji Indii.

## Kariera trenerska
Po zakończeniu kariery piłkarskiej rozpoczął karierę szkoleniową. Najpierw trenował Mohammedan Kolkata. W 1986 prowadził narodową reprezentację Indii. Potem pracował w klubach East Bengal FC i Mohun Bagan AC oraz ponownie w East Bengal FC.
W latach 1997–1998 i 2005–2006 ponownie kierował reprezentację Indii. Od lipca do listopada 2007 prowadził sąsiednią reprezentację Bangladeszu.
W 2007 objął stanowisko głównego trenera Brothers Union Dhaka.
W roku 1970 został laureatem nagrody Arjuna Award.